# 愛に生きて
『愛に生きて』（原題：Born to Love）は、アメリカ合衆国のR&B歌手、ピーボ・ブライソンとロバータ・フラックが1983年に連名で発表したスタジオ・アルバム。1980年の『ライヴ&モア』に続く共演作で、ブライソンの所属レーベルであるキャピトル・レコードから発売された。
2013年にイギリスのSoul Music.com Recordsから発売された再発CDには、シングル・ヴァージョン3曲がボーナス・トラックとして追加収録された。

## 反響
アメリカでは総合アルバム・チャートのBillboard 200で25位に達し、『ビルボード』のR&Bアルバム・チャートでは8位を記録した。1984年2月にはRIAAによってゴールドディスクに認定された。全英アルバムチャートでは15位に達し、フラックの関連アルバムとしては初の全英トップ20入りを果たした。
本作からの第1弾シングル「愛のセレブレイション」は全米16位・全英2位を記録する大ヒットとなった。また、アメリカでは「ユア・ルッキング・ライク・ア・ラヴ・トゥ・ミー」（58位）、イギリスでは「ヘヴン・アバヴ・ミー」（84位）も総合シングル・チャート入りしている。

## 収録曲
1. 愛のセレブレイション "Tonight, I Celebrate My Love" (Gerry Goffin, Michael Masser) – 3:31
2. ブレイム・イット・オン・ミー "Blame It on Me" (Burt Bacharach, Carole Bayer Sager) – 4:15
3. ヘヴン・アバヴ・ミー "Heaven Above Me" (Bob Gaudio, Bob Crewe) – 4:36
4. 愛に生きて "Born to Love" (Peabo Bryson) – 4:28
5. メイビー "Maybe" (B. Bacharach, C. Bayer Sager, Marvin Hamlisch) – 3:22
6. アイ・ジャスト・ケイム・ヒア・トゥ・ダンス "I Just Came Here to Dance" (Kenneth Bell, Terry Skinner, J.L. Wallace) – 4:03
7. カミン・アライヴ "Comin' Alive" (G. Goffin, M. Masser) – 3:36
8. ユア・ルッキング・ライク・ア・ラヴ・トゥ・ミー "You're Lookin' Like Love to Me"[9] (B. Crewe, B. Gaudio, Jerry Corbetta) – 4:03
9. キャン・ウィ・ファインド・ラヴ・アゲイン "Can We Find Love Again" (Roberta Flack, Al Johnson) – 4:30

### 2013年イギリス盤CDボーナス・トラック
1. "You're Lookin' Like a Love to Me (7" Single Version)"
2. "Heaven Above Me (12" Single Version)"
3. "Heaven Above Me (7" Single Version)"

## 参加ミュージシャン
- ピーボ・ブライソン - ボーカル
- ロバータ・フラック - ボーカル
- ランディ・カーバー - ピアノ(#1)
- グレッグ・フィリンゲインズ - ピアノ(#2, #5)
- マイケル・ボディカー - シンセサイザー(#2, #5)
- ポール・デルフ - シンセサイザー(#3, #6)
- ジェイ・ウィンディング - シンセサイザー(#6)
- ロビー・ブキャナン - シンセサイザー、キーボード、ストリングス(#7)
- ジェリー・コルベッタ - シンセサイザー(#8)
- マーカス・ミラー - シンセサイザー、ベース(#9)
- リチャード・ティー - キーボード(#9)
- ポール・ジャクソン・ジュニア - ギター(#1, #2, #5)
- ダン・ハフ - ギター(#2, #5)
- リチャード・ホートン - ギター(#4)
- ティム・メイ - ギター(#6, #8)
- ゲオルグ・ワデニアス(#9)
- ネイザン・イースト - ベース(#1, #7)
- エイブラハム・ラボリエル - ベース(#2, #5)
- リーランド・スカラー - ベース(#6, #8)
- カルロス・ヴェガ - ドラムス(#1, #6, #7, #8)
- ジム・ケルトナー - ドラムス(#2, #5)
- バディ・ウィリアムス - ドラムス(#9)
- パウリーニョ・ダ・コスタ - パーカッション(#2, #5)
- チャールズ・ブライソン - パーカッション(#4)
- アンソニー・マクドナルド - パーカッション(#9)
- ボビー・ホール - ボンゴ、コンガ(#8)
- ダニエル・ディラード - トランペット(#4)
- サド・ジョンソン - トランペット、フリューゲルホルン(#4)
- ピート・クリストリーブ - サクソフォーン・ソロ(#3, #6)
- ロン・ドーヴァー - サクソフォーン(#4)
- Felipe Mantine - フルート(#9)
- テリー・ヤング - バックグラウンド・ボーカル(#3, #6, #8)
- モナリザ・ヤング - バックグラウンド・ボーカル(#3, #6, #8)
- ジミー・ギルストラップ - バックグラウンド・ボーカル(#3)
- ルーサー・ウォーターズ - バックグラウンド・ボーカル(#3)
- オレン・ウォーターズ - バックグラウンド・ボーカル(#3)
- メアリー・エリザベス・ブリッジズ - バックグラウンド・ボーカル(#3)
- パトリシア・ホール - バックグラウンド・ボーカル(#3)
- シャーリー・ブリューワー - バックグラウンド・ボーカル(#6, #8)
- アル・ジョンソン - バックグラウンド・ボーカル(#9)
- ジーン・ペイジ - オーケストレーション(#1)、リズム(#1)、ストリングス(#7)
- マイケル・マッサー - リズム(#1)
- ボブ・ゴーディオ - プログラミング(#3)